# 三荷乡
三荷乡，中华人民共和国湖南省岳阳市岳阳经济技术开发区下属的一个乡，位于岳阳经济技术开发区东北部。除行政、财税外，其他事务包括民事、区划与统计等全部归入岳阳楼区。

## 建制沿革
- 1995年，平地、昆山2乡并为三荷乡，属岳阳县；
- 2005年，划归岳阳楼区管辖，委托岳阳经济开发区管理。

## 行政区划
三荷乡下辖1个居委会、23个行政村：
- 三荷社区居委会
- 二王村、星光村、荞藤村、王桥村、群贤村、珊桥村、洪山村、三旗港村、巴山村、花果村、神塘村、花园村、信城村、公城村、土马村、向阳村、平地村、平龙村、韩龙村、龙桥村、迎丰村、双桥村、联合村